# فيكتور ماير
فيكتور ماير (بالألمانية: Victor Mayer)‏ هو رائد أعمال ألماني، ولد في 1857 في بفورتسهايم في ألمانيا، وتوفي بنفس المكان في 1946.